# Fledermausquartier Markendorfer Eiskeller
Fledermausquartier Markendorfer Eiskeller este o arie protejată (arie specială de conservare — SAC, sit de importanță comunitară — SCI) din Germania întinsă pe o suprafață de 0,5 ha, integral pe uscat.

## Localizare
Centrul sitului Fledermausquartier Markendorfer Eiskeller este situat la coordonatele 52°17′45″N 14°28′14″E / 52.2958°N 14.4706°E.

## Înființare
Situl Fledermausquartier Markendorfer Eiskeller a fost declarat sit de importanță comunitară în martie 2004.

## Biodiversitate
Situată în ecoregiunea continentală, aria protejată nu include niciun habitat protejat.
La baza desemnării sitului se află o specie protejată de  mamifere: liliac comun (Myotis myotis).